# Cardo-Torgia
Cardo-Torgia é uma comuna francesa na região administrativa de Córsega, no departamento de Córsega do Sul. Estende-se por uma área de 3,88 km². 